# Малышев, Николай Егорович
Николай Егорович Малышев (10 февраля 1927, Рождествено — 12 февраля 1994, там же) — российский тренер по лёгкой атлетике, заслуженный тренер РСФСР (1975), заслуженный тренер СССР (1976).

## Биография
Родился 10 февраля 1927 года в деревне Рождествено Гатчинского района Ленинградской области. С 1950 года вёл тренерскую деятельность. В 1956 году окончил ГДОИФК имени П. Ф. Лесгафта. С 1956 по 1975 год был преподавателем кафедры физического воспитания Ленинградского государственного университета. С 1975 по 1994 год был старшим тренером-преподавателем Школы высшего спортивного мастерства по лёгкой атлетике. В 1980 году был тренером сборной СССР на летних Олимпийских играх в Москве.
Николай Егорович подготовил трехкратную олимпийскую чемпионку и рекордсменку мира Татьяну Казанкину; бронзового призёра Олимпийских игр 1980 года и чемпионку Европы 1978 года Татьяну Провидохину; чемпионку Европы 1982 года Ольгу Двирну; чемпионку мира по кроссу Ирину Бондарчук; победительницу Кубка мира 1981 года, серебряного призёра чемпионата Европы 1982 года и пятикратную чемпионку СССР Людмилу Веселкову и других.
Малышев несколько раз включался в число 10 лучших тренеров Ленинграда (1976—1978, 1980, 1982) и признавался лучшим тренером СССР по лёгкой атлетике.
Умер 12 февраля 1994 года, похоронен на кладбище деревни Рождествено.

### Семья
Дочь — Елена Малышева. Внук — мастер спорта международного класса по триатлону Юлиан Малышев.

## Память
В 2012 году на стадионе «Петровский» состоялось открытие памятной доски Николаю Малышеву, приуроченное к его 85-летнему юбилею. Надпись на ней гласит:
На этом стадионе в 1960—1990-е годы работал заслуженный тренер СССР Николай Егорович Малышев. Здесь же 26 августа 1984 года его ученица трехкратная чемпионка Олимпийских игр Татьяна Казанкина установила рекорд мира в беге на 3000 метров.
Татьяна Казанкина так отзывалась о своём тренере:
Если тренировки были очень сильными, и идет подготовка к серьёзным соревнованиям — он никогда нас вместе не проводил, никогда не сталкивал нас лбами. Всегда старался, чтобы у нас был дружный коллектив. Девушки даже помогали друг другу, если нужно было помочь одной из них при установке мирового рекорда.
Глава Комитета по физической культуре и спорту Санкт-Петербурга (2011—2013) Юрий Васильевич Авдеев о Малышеве:
Николай Егорович сам был спортсменом, бегал на средние дистанции. Всё, что не удалось воплотить в жизнь, как спортсмену, он воплотил в своих ученицах, которые были и олимпийскими чемпионами, и победителями Кубков мира. Мы знаем эти имена и гордимся тем, что в Петербурге есть такие люди, которые продолжают дело Николая Малышева.

## Известные воспитанники
- Татьяна Казанкина
- Татьяна Провидохина
- Ольга Двирна
- Ирина Бондарчук
- Людмила Веселкова

## Награды
- Орден Октябрьской революции.
- Орден Трудового Красного Знамени.